# Flamingo-da-puna
O flamingo-da-puna (Phoenicoparrus jamesi), também conhecido como flamingo-de-james, é uma ave da ordem Phoenicopteriformes, família Phoenicopteridae. Possui um corpo oval cheio de penas brancas levemente rajadas com rosa. Seu bico é mais curto do que as outra espécies de flamingos, sendo o mesmo cheio de filamentos, que lhe permite filtrar as águas dos lagos. Tem as pernas finas e é a menor espécie de flamingo existente, medindo pouco menos que um metro de altura. Alimenta-se de plânctons, principal motivo de sua coloração rosada. Seu habitat recorre aos altiplanos andinos dos países correlatos, como na região ao norte do Chile, noroeste da Argentina, centro-oeste da Bolívia e sul-sudeste do Peru.